# محمدگرای‌خان تاتار
محمدگرای‌خان تاتار از نوادگان جوجی مغول بود. وی در سده ۱۶ میلادی در حوزه رود دن و شبه جزیره کریمه و قسمتی از شمال قفقاز حکومت می‌کرد. پایتخت او شهر باغچه‌سرای در کریمه بود. در جنگ چلدر، سلطان عثمانی به محمدگرای‌خان تاتار پسر دولتگرای‌خان تاتار، که مطیع آن دولت بود، فرمان داد که با سپاهیان تاتار از جانب دشت خزر و دربند به ولایت شروان برود و به مصطفی‌پاشا بپیوندد.
خانات کِریمه (زبان تاتاری کریمه: Qırım Hanlığı، روسی: Крымское ханство، ترکی عثمانی: Kırım Hanlığı) دولتی بود که تاتارهای کریمه از ۱۴۴۱ تا ۱۷۸۳ میلادی بر آن حکومت می‌کردند. این دولت در شمال دریای سیاه و در جنوب اوکراین کنونی واقع بود و از سال ۱۴۷۸ به بعد تابع دولت عثمانی محسوب می‌شد. در سال ۱۷۷۴ پس از شکست عثمانی در جنگ با روسیه قرارداد کوچک‌کاینارجا میان این دو کشور، خانات کریمه را به عنوان یک کشور مستقل به رسمیت شناخت.
خاقان‌های کریمه همگی نوادگان توغا تیمور، هجدهمین پسر جوچی فرزند بزرگ چنگیزخان، بودند. این خانات در میان بازماندگان اردوی طلایی مغولان، بیشترین مدت حیات را داشتند. حکومت خانات کریمه سرانجام در ۱۷۸۳ میلادی در زمان حکومت کاترین کبیر بدست امپراتوری روسیه فتح شده و ضمیمه این کشور شد.
پایتخت خانات کریمه شهر باغچه‌سرای بود که در شبه‌جزیره کریمه واقع شده‌است. این شبه‌جزیره در اصل جزئی از خاک اوکراین است که امروزه عملاً توسط روسیه ضمیمه شده‌است.

## حمله به شروان
ورود تاتارها به شروان تهاجمی بود که در سال ۱۵۷۹ میلادی رخ داد. این درگیری به خاطر کشته شدن عادل‌گرای خان تاتار در جریان قتل خیرالنساء بیگم و گرفتن انتقام از دربار صفوی توسط محمدگرای خان سردار تاتار حاصل گردید. تاتارها در آن سال به فرماندهی محمدگرای‌خان تاتار، وارد شروان شده و این شهر را از کنترل حاکم ایرانی شروان خارج می‌کنند.